# Adi (montagne)
Pour les articles homonymes, voir Adi.
L'Adi est un sommet pyrénéen situé entre les vallées d'Aldudes et d'Erro, dans la comarque d'Auñamendi, dans la province et communauté forale de Navarre.

## Géographie

### Topographie
Le sommet de l'Adi, entouré de prairies, se détache dans un massif montagneux de sommets qui dépassent les 1 300 mètres d'altitude. Cette montagne est le point culminant du massif d'Adi.